# جيمس فلمنج فاغان
جيمس فلمنج فاغان (بالإنجليزية: James Fleming Fagan)‏ هو سياسي أمريكي، ولد في 1 مارس 1828 في لويفيل في الولايات المتحدة، وتوفي في 1 سبتمبر 1893 في ليتل روك في الولايات المتحدة.